# Pilori de Sanceriz
Le pilori de Sanceriz (Pelourinho de Sanceriz) se trouve dans la freguesia de Macedo do Mato, du concelho de Bragance, dans le district du même nom, au Portugal.
Ce pilori est classé comme Imóvel de Interesse Público depuis 1933.

## Référence
1. ↑   (en + pt) DGPC, « Notice no 74536 », sur Património Cultural Imóvel.